# Хауард (Џорџија)
Хауард (енгл. Howard) насељено је место без административног статуса у америчкој савезној држави Џорџија.

## Демографија
По попису из 2010. године број становника је 110.
| Група             | 2000.    | 2010.      |
| Белци             | 0 (0,0%) | 90 (81,8%) |
| Афроамериканци    | 0 (0,0%) | 13 (11,8%) |
| Азијати           | 0 (0,0%) | 0 (0,0%)   |
| Хиспаноамериканци | 0 (0,0%) | 6 (5,5%)   |
| Укупно            | 0        | 110        |